# Beyond Obsession

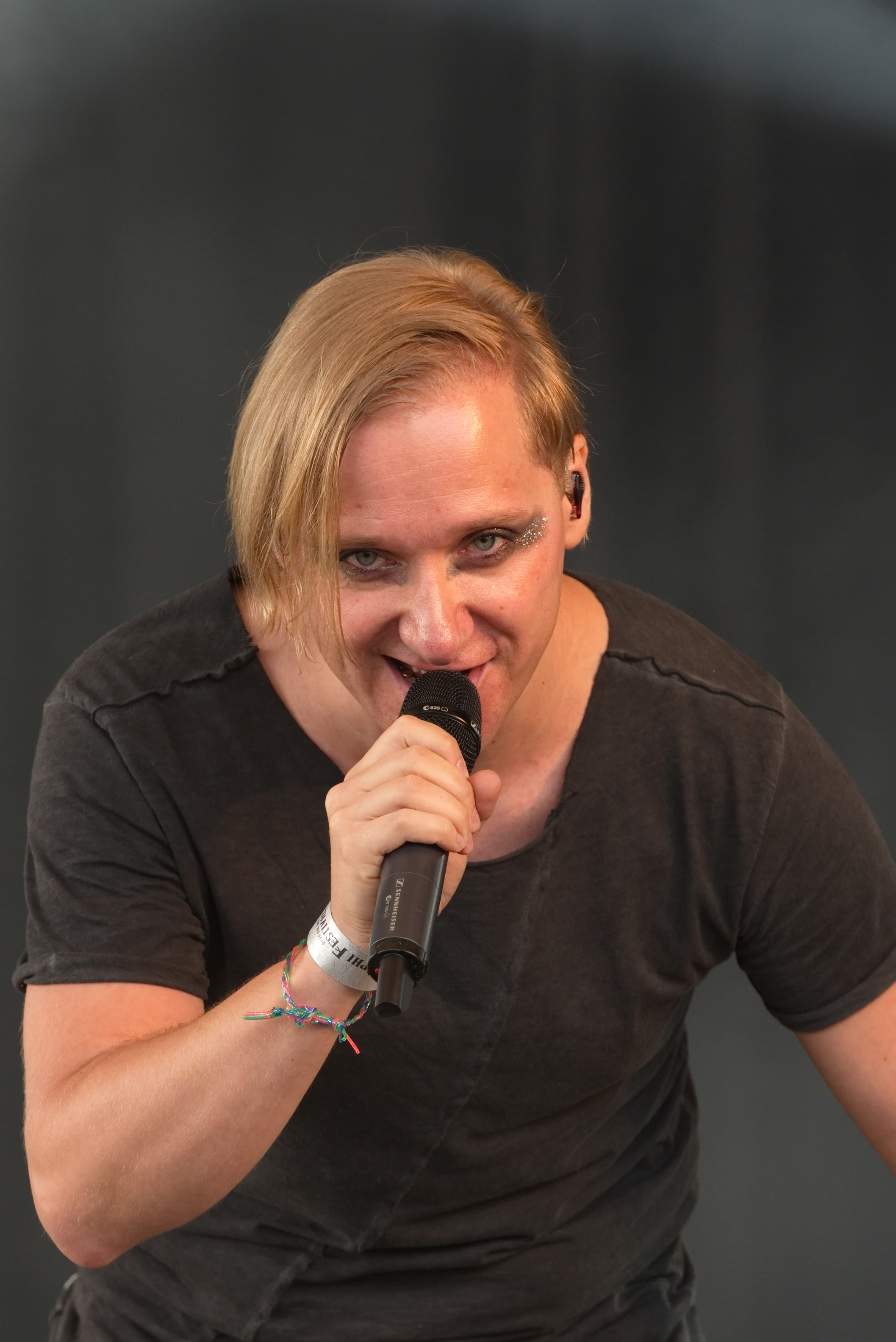
Nils Upahl

Beyond Obsession (dt. „Jenseits der Manie“) ist eine deutsche Synthie-Pop-Band, die 2012 gegründet wurde.

## Geschichte
Beyond Obsession wurde im Juni 2012 von Nils Upahl, Andrè Wylar und Sören Köstel gegründet, nachdem diese gemeinsam ein vorheriges Musikprojekt verließen. Im folgenden Jahr erschien die Single On My Way und das Debütalbum Listen, Learn and Speak unter dem eigenen Label Beyond Obsession Records. Nach Konzerten mit namhaften Szenegrößen wie Camouflage, DeVision und And One wurden sie von Steffen Keths Musiklabel Popgefahr Records unter Vertrag genommen, unter dem sie 2015 ihr zweites Album Pieces of Machinery veröffentlichten. Kurz darauf verließ Sören das Projekt aus persönlichen Gründen, weshalb Beyond Obsession folglich nur noch als Duo auftraten und fortbestehen. 2015 waren Beyond Obsession dauerhafte Vorgruppe für And One und im Anschluss gemeinsam mit Solar Fake auf deutschlandweiter Tour. Während der zweiten gemeinsamen Tour mit And One ab September 2016 erfolgte die Veröffentlichung des dritten Albums Moments of Truth wieder im Eigenvertrieb.

## Rezensionen
„Die sehr angenehme Gore-Ähnlichkeit der Frontmannstimme in Kombination mit ausgeklügeltem und cleverem Synthi/Sequenzer - Einsatz erzeugen einen charakterlich starken Wiedererkennungswert. Es ist ein eigener Weg entstanden, der durch eine empathische und sympathische Livepräsenz wirkt. Faszinierend und magnetisch.“

„Beyond Obsession testen mit ihrem neuesten Werk bewusst die Grenzen des Genres aus, ohne dabei verstörend zu wirken und treue Fans zu vergraulen. Ein gelungener Einstand auf Popgefahr Records, die gerne weitere Künstler dieser Art fördern dürfen.“

## Diskografie

### Studioalben
- 2013: Listen, Learn and Speak (CD; Beyond Obsession Records)
- 2015: Pieces of Machinery (CD/10xAIFF; Popgefahr Records)
- 2016: Moments of Truth (CD/11xAAC; Beyond Obsession Records)
- 2020: Revolution from Below (CD/9xAIFF, Infacted Recordings)

### Kompilationen
- 2014: Listen – The Remixes (15xALAC/15xFLAC; Beyond Obsession Records)

### Singles
- 2012: On My Way (AAC; Beyond Obsession Records)
- 2013: Tokio Underground (AAC; Beyond Obsession Records)
- 2015: Black White Hearts (MP3; Popgefahr Records)
- 2017: Pure & Naked (5th Anniversary) (CD/5xFLAC/MP3; Beyond Obsession Records)
- 2022: Speaking of a Devil (CD, Infacted Recordings)

### EPs
- 2022: Monopop – One Meaning (MP3, Eigenvertrieb)